# Josep Batlle i Vidal
Josep Batlle i Vidal (Tarragona, 14 de maig de 1843 - Tarragona, 3 de desembre de 1898) fou un advocat, propietari i polític tarragoní, alcalde de Tarragona, president de la Diputació de Tarragona i diputat a les Corts Espanyoles durant la restauració borbònica.

## Biografia
Membre del nou Partit Conservador, fou nomenat alcalde de Tarragona de gener de 1875 a maig de 1876, durant els primers anys de la restauració borbònica i la fi de la tercera guerra carlina. Durant el seu mandat fou president de la Junta d'Obres del Port i conseller delegat del Banc d'Espanya. També es va estudiar la possibilitat d'establir un pas a nivell inferior a la via del tren al Serrallo i es demana a l'arquitecte municipal el projecte de reparació dels emblemes de la font municipal de l'antiga plaça d'Isabel II (avui Plaça de Prim) que van ser destruïts el 29 de setembre de 1868.
A les eleccions generals espanyoles de 1876 fou elegit diputat pel districte de Valls. Posteriorment arribaria a ser president de la Diputació de Tarragona (gener-octubre de 1891) i durant les pugnes del Partit Conservador va donar suport Francisco Silvela y de Le Villeuze.
Va morir a la ciutat de Tarragona el 3 de desembre de 1898, com a conseqüència d'un vessament cerebral.